# Château de la Cour d'Ouette (Entrammes)
 (juillet 2025).
Motif : pas de sources récentes
- Archive Wikiwix
- Bing
- Cairn
- DuckDuckGo
- E. Universalis
- Gallica
- Google
- G. Books
- G. News
- G. Scholar
- Persée
- Qwant
- (zh) Baidu
- (ru) Yandex
- (wd) trouver des œuvres sur Wikidata

| 1. | Préciser le motif de la pose du bandeau. | Précisez le motif de la pose du bandeau en utilisant la syntaxe suivante : {{admissibilité à vérifier\|date=juillet 2025\|motif=remplacez ce texte par le motif}}                                            |
| 2. | Informer les utilisateurs concernés.     | Pensez à avertir le créateur de l'article, par exemple, en insérant le code ci-dessous sur sa page de discussion : {{subst:avertissement admissibilité à vérifier\|Château de la Cour d'Ouette (Entrammes)}} |

Le de la Cour d'Ouette est un château français situé à Entrammes, dans le département de la Mayenne et la région des Pays de la Loire. Il est situé  à 3 et 4 Kilomètres au Sud du bourg.. Il s'agit d'un château et de deux lieux-dits : la Cour d'Ouette, la Basse, la Haute et la Petite-Ouette.

## Désignation
- Medietaria de Oecte, 1453 (Lib. fund., t. I, f. 117).
- Le domaine de Doueste, 1541 (Titre de la Cour d'Ouette).
- Oiste, 1611 (Titre de la Cour d'Ouette).
- Ouestre, 1749 (Archives départementales de la Mayenne, B. 691).

## Histoire
Fief, domaine, hébergement, garennes, bois, bocages, moulins à blé et à tan, droit de pêche, justice foncière, mouvant de la seigneurie de Forges et de l'Aunay-Peloquin. Par concession du baron d'Entrammes, le seigneur d'Ouette eut en 1651 droit de banc dans l'église à côté de l'autel de Notre-Dame. En 1680, le service de la chapelle de l'Oisonnière fut transféré à la Cour d'Ouette. Le moulin à tan, construit en 1493 par André Foucault « sur une place de chaucée ancienne » cédée par le baron d'Entrammes, devint moulin à blé. Celui de la Hulinière faisait aussi partie du domaine. Au pont d'Ouette réédifié en 1657 passait la route de Château-Gontier à Laval.. 

## Sources et bibliographie
- « Château de la Cour d'Ouette (Entrammes) », dans Alphonse-Victor Angot et Ferdinand Gaugain, Dictionnaire historique, topographique et biographique de la Mayenne, Laval, A. Goupil, 1900-1910 [détail des éditions] (BNF 34106789, présentation en ligne)